# Tetraria ferruginea
Tetraria ferruginea är en halvgräsart som beskrevs av Charles Baron Clarke. Tetraria ferruginea ingår i släktet Tetraria och familjen halvgräs. Inga underarter finns listade i Catalogue of Life.